# Прип'ятський провулок
При́п'ятський прову́лок — зниклий провулок, що існував у Дарницькому районі міста Києва, місцевість Позняки. Пролягав від Прип'ятської вулиці.

## Історія
Виник у 50-х роках XX століття під назвою Нова вулиця. Назву Прип'ятський провулок отримав 1955 року.
Зник під час часткового знесення забудови колишнього села Позняки і забудови мікрорайону Позняки-3, приблизно у кінці 2007 — на початку 2008 року. Інформація про офіційну ліквідацію вулиці наразі відсутня.